# Chautauqua
Chautauqua var en bevægelse, der forestod uddannelse og undervisning for voksne i USA. Bevægelsen havde stor popularitet og udbredelse fra slutningen af 1800-tallet og til begyndelsen af 1900-tallet. Chautauqua-arrangementer var ofte forekommende i landdistrikterne indtil midten af 1920'erne. Chautauqua'erne medbragte underholdning og kultur for lokalsamfundene og havde foredragsholdere, lærere, musikere, præster og datidens specialister indenfor deres fag. Den tidligere amerikanske præsiden Theodore Roosevelt er citeret for at sige, at Chautauqua er "den mest amerikanske ting i Amerika."
I Elvis Presleys film fra 1969, The Trouble With Girls (And How To Get Into It) er handlingen henlagt til en chautauqua.